# Emil und die Detektive (1954)
Emil und die Detektive ist ein von dem Regisseur Robert A. Stemmle im Jahr 1954 in Deutschland gedrehter Film. Er basiert auf dem gleichnamigen Roman von Erich Kästner. Uraufführung war am 14. Oktober 1954 in Hamburg.

## Handlung
Einleitung: Emil soll in eine Kinderbande aufgenommen werden. Als Mutprobe soll er bei der Befreiung eines Seehundes mithelfen. Zwar gelingt die Befreiungsaktion, doch es kommt heraus, wer dafür verantwortlich war. Zum Glück erfährt aber niemand, dass auch Emil daran beteiligt war, da er noch nicht lange Mitglied der Bande ist.
Der Hauptteil ist nahezu identisch mit der Romanvorlage. Der zwölfjährige Emil reist von Neustadt nach Berlin, um dort seine Großmutter zu besuchen. Dabei wird ihm von einem freundlichen Herrn im Zug sein ganzes Geld gestohlen. Er verfolgt den Dieb und treibt ihn nach mancherlei Abenteuern mit Hilfe von vielen Berliner Kindern in die Enge. Es stellt sich heraus, dass er ein langgesuchter Verbrecher ist, für dessen Ergreifung tausend Mark Belohnung ausgesetzt sind.
Zum Schluss, nachdem der Dieb gefasst wurde, werden Emil und seine Mutter zum jährlichen Polizeisportfest in Berlin eingeladen.

## Produktionsnotizen
Der Film ist eine farbige Neuverfilmung des gleichnamigen Films von 1931.
Die längere Laufzeit ergibt sich hauptsächlich aus längerem Anfang und Schluss. Außerdem wurden einige Handlungsstränge im Hauptteil etwas ausführlicher dargestellt.
Der Film wurde im Atelier Berlin-Tempelhof produziert. Die Außenaufnahmen entstanden in Berlin, Husum, Glückstadt und Harburg. Im Gegensatz zum Vorbild von 1931 zeigt dieser Film das West-Berlin des beginnenden Wirtschaftswunders. Detailliert zu sehen ist die Ruine der Gedächtniskirche vor dem Abriss des alten Kirchenschiffs, die Gegend um den Breitscheidplatz sowie das Olympiastadion noch ohne Überdachung. Im Film ist in einer Berliner Szene – als am Anfang die Kinder zusammengerufen werden – ein 1908 von August Gaul für Wilmersdorf entworfener Straßenbrunnen (am Henriettenplatz) zu sehen.
Gegen Ende des Films hat Erich Kästner einen Cameo-Auftritt: Als die Kinder den Dieb Grundeis verfolgen, blickt Kästner aus einem Fenster und wirft mit Blumentöpfen.

## Kritik
„Unterhaltsame Neufassung des berühmten Kinder-Romans von Erich Kästner, die dessen erfrischende Abenteuerlichkeit durchaus einfängt; die erzählerischen Konventionen des Unterhaltungskinos der 50er Jahre wirken formal wie thematisch leicht glättend und vergröbernd. Faszinierend ist der Film vor allem durch die authentischen Bilder aus dem Berlin der 1950er Jahre.“